# Robert Robitschek
Robert Robitschek (* 13. Dezember 1874 in Prag; † 7. August 1967 in Ramsay, Minnesota) war ein tschechisch-deutscher Dirigent, Komponist und Musikpädagoge.

## Leben
Seiner Eltern waren der Sensal Ignatz Robitschek († vor 1903) und Helene Robitschek, geb. Kaufmann. Robert Robitschek studierte am Prager Konservatorium Orgel, Dirigieren sowie bei Antonín Dvořák Komposition, mit Abschluss als Dirigent. Erste Erfahrungen sammelte er als Chorleiter und Kapellmeister am Prager Nationaltheater. In der Spielzeit 1901/02 war er als zweiter Kapellmeister am Fürstlichen Theater Rudolstadt tätig. 1902 wechselte er nach Berlin, arbeitete als Kapellmeister am Neuen Königlichen Operntheater und leitete bis 1904 auf Empfehlung von Richard Strauss zusätzlich das Berliner Tonkünstler-Orchester.
1903 begann seine langjährige Tätigkeit für das Klindworth-Scharwenka-Konservatorium: zunächst leitete Robitschek die beiden Zweiganstalten, ab Oktober 1905 war er Mitglied des Direktoriums und Leiter der Administration und von 1917 bis 1937 alleiniger Direktor des Konservatoriums. 
1907 organisierte er den Bau eines Gebäudes mit zwei Sälen an der Berliner Lützowstraße für Konzerte der Konservatoriumsdozenten und anderer Musiker. 1913 wurde das Haus von dem Komponisten und Musikverleger Oskar Schwalm übernommen.
Robitschek lehrte Dirigieren und Komposition. Unter seiner Direktion wurde das Konservatoriumsgebäude durch einen Neubau ersetzt, eine Opernschule und ein Schülerorchester wurden gegründet, und zusätzliche Dozenten wurden angeworben, so der Pianist Conrad Ansorge, der Cellist Gregor Piatigorsky und der Komponist und Dirigent Emil Nikolaus von Reznicek. Zu Robitscheks Schülern zählte Rodolfo Holzmann. Die Schülerzahl wuchs von 391 im Jahr 1904 auf 1.326 im Jahr 1919.
Nach Hitlers „Machtergreifung“ wurde Robitschek 1937 aufgrund seiner jüdischen Abstammung entlassen, worauf er im Oktober 1937 die USA emigrierte.
Am 30. Dezember 1903 heiratete er in Berlin Elsbeth von Borries (* 7. Juni 1873 in Kulm, † 26. April 1955 in Saint Paul, Minnesota), die aus der preußischen Offiziersfamilie Borries  stammte. 
Das Ehepaar ist auf dem Oakland Cemetery von Saint Paul begraben (Block: 103 Lot: 626).
1907 wurde Robitschek deutscher Staatsbürger, 1944 wurden er und seine Ehefrau amerikanische Staatsbürger.
Ein Teil seines Nachlasses befindet sich in der Staatsbibliothek zu Berlin (Signatur: N. Mus. Nachl. 133).

## Kompositionen (Auswahl)
- Oper
  - Ahasvers Ende (auch: Ahasver), Text: Richard Batka. Uraufführung geplant für den Herbst 1907, Deutsches Landestheater Prag[11]
- Werke mit Orchester
  - Menuetto für Orchester, op. 10. Verlag Mojmir-Urbanek, Prag. (Uraufführung in Prag 1901; auch für Klavier vierhändig)
  - Ouvertüre zu dem Drama Esther (Grillparzer)
  - Rhapsodie für Violoncello und Orchester (Uraufführung in Göttingen im Herbst 1913 mit dem Cellisten Jacques van Lier)
  - Symphonische Variationen über ein Originalthema für Orchester
- Kammermusik
  - Sonate in D-Dur für Klavier und Violine, op. 17. Verlag Dreililien, Berlin 1916
- Klavierstücke
  - Ballade für Klavier Fis-Dur
- Lieder und Duette
  - Zwei Lieder für eine Singstimme (Wandel, Du), op. 15. Verlag Dreililien, Berlin 1915
  - Drei Lieder für eine Singstimme (Lob des Frühlings, Letzte Bitte, Flieder), op. 16. Verlag Dreililien, Berlin 1915
  - Frühlingsfeier. Lied. (Text: Hugo Salus), op. 19. Verlag Dreililien, Berlin 1915

Die Mehrzahl von Robitscheks Kompositionen blieben unverlegt, ob die Manuskripte noch existieren, ist nicht nachgewiesen.